# Франческо Петрарка
Франческо Петрарка (на италиански: Francesco Petrarca) е италиански учен, дипломат, поет и ранен хуманист. Наред с Данте Алигиери той е смятан за един от основоположниците на Ренесанса.

## Биография
Петрарка е роден в Арецо през 1304 година в семейството на нотариус и прекарва ранното си детство в близкото до Флоренция село Инчиза. Баща му – Сер Петрако – е изгонен от Флоренция през 1302 година (заедно с Данте) от Черните гвелфи.
Петрарка прекарва голяма част от детството си в Авиньон и съседния Карпентрас, където се премества семейството му, следвайки папа Климент V, поставил през 1309 г. началото на Авиньонското папство. По настояване на баща си Петрарка следва право в Монпелие (1316 – 1320) и Болоня (1320 – 1326), но самият той се интересува главно от писане и латинска литература.
След смъртта на баща си през 1326 г. Петрарка се връща в Авиньон, където заема различни църковни служби. Тази работа му дава много време за писане. С първата си мащабна творба („Африка“, епопея на латински за римския военачалник Сципион Африкански) Франческо Петрарка придобива европейска известност. През 1341 г. е обявен в Рим за поет лауреат, първия човек след Античността, който получава това отличие.

### Посланик
Петрарка пътува много из Европа, работейки като посланик на папата. Той пише много писма, а сред видните му приятели е и Джовани Бокачо. При пътуванията си той събира стари латински ръкописи и е сред пропагандаторите на възстановяването на текстовете на древните автори. Сред находките му е първият латински превод на Омир и неизвестна дотогава сбирка от писма на Цицерон. Отричайки това, което смята за невежество на своята епоха, Петрарка създава концепцията за мрачното Средновековие, възприета и силно разкрасена от следващите поколения писатели.

### Алпинизъм
На 26 април 1336 година заедно с брат си и двама придружители Франческо Петрарка се изкачва на връх Ванту (1909 m). Доста по-късно той описва пътуването си в писмо до своя приятел Франческо Диониджи. По това време не е обичайно да се изкачват планини само заради изживяването. Затова тази дата се смята за „рожден ден на алпинизма“, а самият Петрарка (Petrarca alpinista) – за „баща на алпинизма“.

### Късни години
Последната част от живота си Франческо Петрарка прекарва в пътувания из Северна Италия като учен, поет и дипломат. Кариерата на Петрарка в Римокатолическата църква не му позволява да се ожени, но той е баща на две деца от една или две жени, останали неизвестни. Синът му Джовани е роден през 1337 г. в Авиньон, а дъщеря му Франческа – през 1343 г. във Воклюз. Джовани умира от чума през 1361 година, а Франческа се жени за Франческуоло да Бросано, по-късно изпълнител на завещанието на Петрарка.
Отклонявайки предложението на катедрата във Флоренция, и след смъртта на Колона прекарва 8 години в Милано при двора на фамилия Висконти; изпълнява разни дипломатически мисии и, между впрочем, отива в Прага при император Карл IV, когото посещава по негова покана още по време на неговото пребиваване в Мантуа. През 1361 г. година Петрарка напуска Милано и след неудачни опити за връщане в Авиньон и преселване в Прага, се установява се във Венеция (1362 – 1367), където с мъжа си живее неговата незаконна дъщеря.
Оттук той почти всяка година предприема продължителни пътешествия из Италия. Последните години от живота си, към 1367 г., Петрарка провежда при двора на Франческо ди Kapapa, отчасти в Падуа, отчасти в село Аркуа, където прекарва остатъка от живота си в религиозно съзерцание. Там и умира в нощта на 18 срещу 19 юли 1374 г., недоживявайки с един ден своята 70-годишнина. Намират го на сутринта на масата с перо в ръката, над жизнеописанието на Цезар. На местното гробище е издигнат паметник от червен мрамор, поставен на поета от зет му Бросано, бюстът е издигнат през 1667 г.

## Произведения

### Произведения на латински език в стихове
- Africa, 1339 – 1342
- Bucolicum carmen, 1346 – 1358
- Epistolae metricae, 1333 – 1361
- Psalmi poenitentiales, 1347

### Произведения на латински език в проза
- De viris illustribus, 1338
- Rerum memorandarum libri, 1343 – 1345
- Secretum, 1347 – 1353
- De vita solitaria, 1346 – 1366
- De otio religioso, 1347 – 1356/57
- De remediis utriusque fortunae, 1356 – 1366
- Invectivarum contra medicum quendam libri IV, 1352 – 1357
- De sui ipsius et multorum ignorantia
- Invectiva contra cuiusdam anonimi Galli calumnia
- Epistolae

### Произведения на италиански език
- Canzoniere, 1336/38 – 1373/74
- Trionfi, 1351

## Издания в България
- Сонети за Лаура. София, „Ралица“, 1947.
- Сонети. София, „Народна култура“, 1959.
- Лавър. Избрани стихотворения. Прев. Стефан Петров. София, „Народна култура“, 1985.
- Сонети за живота и смъртта на мадона Лаура. Прев. Атанас Драгиев. София, „Ерато“, 1994.
- Франческо Петрарка. Сонети за живота и смъртта на Мадона Лаура. Прев. Кирил Кадийски. София, Нов Златорог, 2011.
- Франческо Петрарка, Писма до близки IV, 1 (До Диониджи ди Борго Сан Сеполкро, относно своите собствени грижи). Прев. Димитър Драгнев. Ред. Богдана Паскалева. В: Литературен вестник, бр. 31/2019, с. 14-15.
- Франческо Петрарка, Писма до близки XXIV, 1 (До епископ Филип от Кавийон: за краткостта на живота). Прев. Савина Петкова. Ред. Йоана Сиракова. В: Литературен вестник, бр. 31/2019 г., с. 12-13.